# Omegaverse
L'Omegaverse, anche noto come A/B/O (abbreviazione di "alpha/beta/omega"), è un sottogenere di fiction speculativa erotica che ha avuto origine tra le fanfiction slash. È ambientato in società dove gli esseri umani vivono secondo gerarchie di dominio che li categorizzano in "alfa" dominanti, "beta" neutrali e "omega" remissivi,  determinando il modo in cui interagiscono tra loro a livello romantico, erotico e sessuale.

## Caratteristiche
L'Omegaverse ha premesse astratte per cui potrebbe essere ritenuto un genere fantasy secondo le convenzioni stabilite da Todorov, ma l'elevata specificazione degli elementi che lo caratterizzano suggerisce che potrebbe anche essere considerato un genere letterario a sé stante. La sua principale caratteristica è che i personaggi hanno due sessi: uno principale (maschio e femmina), stabilito dai genitali esterni, e uno secondario, che si manifesta durante la pubertà, determinato dall'apparato riproduttivo interno. Esso rientra tipicamente tra i tre seguenti, a ciascuno dei quali corrispondono anche alcuni tratti caratteriali distintivi:
- alfa (α): socialmente dominante (in alcune interpretazioni, anche biologicamente), fisicamente scolpito, irascibile di carattere e leader naturale;
- beta (β): a seconda delle storie, è un essere umano regolare, oppure possiede sia tratti da alfa che da omega, o ha caratteristiche proprie;
- omega (Ω): remissivo e delicato, calmo e pacificatore.

I comportamenti umani sono simili a quelli dei lupi o di altri canidi, nello specifico per quanto riguarda la sessualità, che è di tipo istintivo, rispondendo a stimoli fisiologici animaleschi. Ciò include cicli estrali, attrazione feromonale tra alfa e omega, peni con bulbi alla base (dal cui ingrossarsi deriva l'atto del "knotting", trattenere a sé il partner per impedirgli di staccarsi durante la copulazione), marcature odorose, imprinting, riti di accoppiamento, divisioni in branchi e legami psichici potenzialmente permanenti con un compagno. Tra gli alfa e i beta, solo le femmine possono portare avanti una gravidanza, ma i maschi omega sono spesso immaginati come in grado di restare incinti grazie ad un utero collegato al retto; gli alfa, inoltre, possono fecondare a prescindere dal proprio genere principale. Per facilitare rapporti sessuali e fecondazione, spesso i maschi omega hanno ani che si autolubrificano.
Poiché l'Omegaverse è un tipo di folksonomia, alcuni suoi aspetti vengono inclusi o esclusi dalle storie a discrezione dell'autore. Talvolta i beta sono assenti, oppure sono possibili altri generi come delta e gamma, gerarchicamente inferiori agli alfa ma superiori agli omega. Comune è l'utilizzo di elementi fantasy quali la presenza di licantropi, vampiri, mutaforma, draghi e pirati spaziali. Alcune opere introducono un inflessibile sistema di caste, dove gli alfa rappresentano la classe superiore d'élite e gli omega sono discriminati e oppressi per la loro fisiologia, creando un esempio di determinismo biologico. Nelle storie più dark, ciò sfocia in rapporti non consensuali o dal consenso dubbio, gravidanze forzate, rapimento e schiavitù sessuale degli omega.
I racconti dell'Omegaverse si concentrano più frequentemente su coppie di maschi composte da un alfa e un omega, ma ne sono stati prodotti anche di eterosessuali, che nel 2013 occupavano circa il 10% della produzione totale. Alcuni sovvertono i tropi del genere, parlando di relazioni illecite tra alfa, di omega che nascondono il proprio odore con dei feromoni chimici per non essere vittima dei pregiudizi biologici, oppure di omega dominanti e alfa sottomessi. Le coppie alternative sono particolarmente popolari tra gli autori giapponesi.
Sebbene i termini "A/B/O" e "Omegaverse" possano essere usati intercambiabilmente, il primo si riferisce spesso alla sola dinamica sessuale, mentre il secondo è preferito quando essa è inserita all'interno di un nuovo mondo ideologico. "A/B/O" è comunque meno utilizzato poiché graficamente simile a un insulto razziale nei confronti degli aborigeni australiani.

## Storia

### Origine dei tropi
I tropi comunemente associati al genere non gli sono esclusivi: possono essere trovati nei fandom di vari media, ma si sono uniti nell'Omegaverse in quella che la professoressa Kristina Busse ha descritto come una "tempesta apparentemente perfetta". Il concetto di accoppiamento e ciclo estrale tra umani è diventato popolare grazie all'episodio Il duello (1967) della serie televisiva statunitense Star Trek, che introduce il pon farr, il rito d'accoppiamento di Vulcano per cui un maschio vulcaniano può rischiare di morire se non si accoppia. Il pon farr è diventato un'idea popolare nelle opere scritte dal fandom di Star Trek. Anche la scrittrice Ursula K. Le Guin nel suo romanzo del 1969 La mano sinistra delle tenebre aveva immaginato un mondo extraterrestre androgino con personaggi ermafroditi e cicli d'accoppiamento mensili chiamati kemmer. Le trasformazioni in animali come i lupi mannari sono apparse in Buffy l'ammazzavampiri, Twilight, Teen Wolf e Harry Potter, e i fan di quest'ultimo hanno reso popolari i kink legati alla zoofilia.

### Storia del genere
L'origine dell'Omegaverse è tipicamente attribuita al fandom della serie televisiva statunitense Supernatural come fusione tra licantropi e Mpreg, un sottogenere di fanfiction erotica sulle gravidanze maschili. Un'altra fonte di ispirazione potrebbe essere stata la serie televisiva Dark Angel, dove l'attore di Supernatural Jensen Ackles interpreta un soldato con DNA felino, e i personaggi femminili vanno in calore. Le prime storie riconosciute come A/B/O vennero pubblicate a metà del 2010: nel mese di maggio di quell'anno fu condiviso su una comunità di LiveJournal dedicata a Supernatural uno spunto di scrittura che menzionava maschi "alfa" con bulbi sui peni e chiamava "cagne" gli uomini che invece ne erano privi, ispirando l'utente tehdirtiestsock a scrivere I ain't no lady, but you'd be the tramp, un'opera di real person fiction avente per protagonisti gli attori Jared Padalecki e Jensen Ackles nei ruoli di un alfa e un omega, pubblicata il 24 luglio. Anche se il termine "omega" non veniva usato, la storia ha creato molte delle caratteristiche poi associate all'Omegaverse.
Nel corso dei mesi successivi, altri autori anonimi condivisero storie simili, finché il 9 novembre 2010 comparve un nuovo spunto di scrittura che parlò per la prima volta di uomini alfa, beta e omega, dal quale derivarono tre racconti. A giugno 2011, le dinamiche e la definizione "Omegaverse" erano diventate di comune circolazione; il mese successivo uscì la prima storia femslash dell'Omegaverse e fu registrato il primo utilizzo dei tropi all'esterno del fandom di Supernatural. Il genere ebbe in seguito successo in altre comunità di fan: prima in quelle di Sherlock e X-Men - L'inizio, poi si espanse sempre più velocemente ad altri fandom come quelli di Teen Wolf, Hannibal, Glee, Doctor Who e The Avengers. La traduzione in cinese di una fanfiction A/B/O ambientata nell'universo di Sherlock, pubblicata online su Suiyuanju nell'ottobre 2011, introdusse l'Omegaverse tra i fan cinesi delle coppie slash, e da lì raggiunse i racconti originali di genere danmei.
Nel 2012 venne introdotto il concetto delle coppie "volute dal destino". Nel 2014 l'Omegaverse iniziò a riscuotere particolare popolarità in Giappone, acquisendo valore commerciale con la pubblicazione del primo manga A/B/O nel 2015. Nel corso del 2016 cominciarono a delinearsi le dinamiche di potere e discriminazione tra alfa, beta e omega, e nacque l'idea del segno o morso con cui le coppie si legano chimicamente e biologicamente tra loro, mentre nel 2018 apparve il concetto di "lupo interiore", un istinto animale che guida alfa e omega. Attraverso la sua opera Kanraku Alpha Enigma, la mangaka Shinshi Nakai cercò poi di introdurre l'"enigma", un nuovo tipo di personaggio che può mutare il proprio genere secondario, ma la novità incontrò la resistenza dei fan dell'Omegaverse e non ebbe impatto né seguito.

## Accoglienza e analisi
L'Omegaverse è diventato sia estremamente popolare che controverso all'interno dei fandom. Alcuni lo condannano come rivoltante e malato, ritenendo che rafforzi i valori patriarcali e una cultura dello stupro, disapprovando le sue radici nella narrativa bestiale e gli squilibri di potere tra i generi. Al contrario, altri apprezzano come decostruisca i corpi e i ruoli di genere, offrendo commenti sociali sovversivi sull'identità e l'oppressione queer.
I pareri accademici sono ugualmente divisi tra chi reputa che mostri un nuovo tipo di essenzialismo di genere unito a elementi omofobici ed eteronormativi, e chi vede nell'Omegaverse lo spazio per una lettura transgender. Delgado Díaz, Ubillus Breña e Cappello non ritengono che sia collegato alla teoria queer o alla transessualità, pur contenendo allegorie all'identità di genere e alla condizione femminile (gli omega, sia maschi che femmine, potrebbero essere considerati una personificazione del ruolo tradizionale della donna come casalinga e madre), le quali servono comunque soltanto come cornice a trame che spaziano dal melodramma all'horror. Per la ricercatrice Milena Popova, "le caratteristiche del genere A/B/O permettono l'esplorazione delle tematiche di potere, desiderio, piacere, intimità, romanticismo, controllo e consenso in una varietà di modi", ed è usato da scrittori e lettori "come strumento per articolare e riflettere sui problemi di consenso in relazioni impari." Analogamente, Laura Campillo Arnaiz sostiene che l'Omegaverse dark serva per sentire di aver il controllo sui sentimenti di impotenza e umiliazione che lo caratterizzano, creando un'esperienza catartica.
Per Paige Hartenburg, l'Omegaverse è collegato al trauma LGBTQ+ e alla narrativa correttiva, pertanto "scrive l'essere queer attraverso l'impatto che lascia sul corpo, con la sua violenza e le sue tendenze eteronormiche che rispondono a strutture più grandi che cercano di limitare l'autorità narrativa a un singolo gruppo" e "in tutte le sue complessità, problematiche nei suoi tropi altamente patriarcali e emblematiche di un considerevole trauma comunitario, è un genere rappresentativo della dissoluzione del rapporto tra gli spazi del fandom queer e i creatori mainstream".
Angie Fazekas ha scritto che "nell'Omegaverse, i fan usano i tropi tradizionali su genere e sessualità per immaginare un universo dove la sessualità queer è la norma e i ruoli di genere normativi sono spesso distorti e capovolti", ma non riescono a essere realmente progressisti poiché, come la maggior parte delle altre fanfiction, i loro lavori sono prevalentemente incentrati sulle relazioni tra due uomini bianchi.

## Diffusione
La popolarità dell'Omegaverse è esplosa nel 2017, diventando l'universo preferito dagli autori di fanfiction. A luglio del 2018, Archive of Our Own ospitava 39.000 fanfiction A/B/O, salite a oltre 70.000 nel 2020. Il genere è emerso anche nella letteratura erotica commerciale: tra gennaio e giugno 2020 sono stati pubblicati su Amazon circa 200 romanzi dell'Omegaverse. È diventato inoltre un sottogenere dei manga yaoi sia commerciali che non, con intere collane e riviste appositamente dedicate. Vista l'accoglienza positiva in Giappone, anche la Corea del Sud ha iniziato a produrre i propri manhwa ambientati nell'Omegaverse, così come la Cina, anche se la censura applicata in quest'ultimo Paese ha limitato la popolarità del genere.
Sulla scia della popolarità dell'Omegaverse, sono stati creati altri generi simili: il Dom/Sub Universe s'ispira al mondo BDSM, ponendo dominante e sottomesso come secondi sessi, mentre nel cakeverse, nato in Corea, una piccola parte della popolazione umana è divisa in "forchette", che non hanno il senso del gusto, e "torte", persone dotate di un particolare sapore che le rende irresistibili alle "forchette".